# Musical Chairs (Sammy Hagar)
| Recensione | Giudizio |
| ---------- | -------- |
| AllMusic   | [ 1 ]    |

Musical Chairs è il terzo album di Sammy Hagar, uscito nel 1977.

## Tracce
1. Turn Up the Music - 3:34 -  (John Carter / Sammy Hagar)
2. It's Gonna Be All Right - 4:06 -  (Sammy Hagar)
3. You Make Me Crazy - 2:45 -  (Sammy Hagar)
4. Reckless - 3:33 -  (Sammy Hagar)
5. Try (Try to Fall in Love) - 3:09 -  (Rick Nelson)
6. Don't Stop Me Now - 3:13 -  (John Carter / Sammy Hagar)
7. Straight from the Hip Kid - 3:07 -  (N. Tager / P. Travis)
8. Hey Boys - 2:49 -  (Sammy Hagar)
9. Someone out There - 3:01 -  (Sammy Hagar)
10. Crack in the World - 5:10 -  (Sammy Hagar)

## Formazione
- Sammy Hagar - voce, chitarra
- Denny Carmassi - batteria
- Bill Church - basso
- Alan Fitzgerald - tastiere
- Gary Pihl - chitarra